# No.39 希望皇ホープ
No.39 希望皇ホープ（ナンバーズさんじゅうきゅう きぼうおうホープ）は「遊☆戯☆王オフィシャルカードゲーム デュエルモンスターズ」（以下、本ページではOCGと称する）に登場する架空のモンスターの一種であり、またそのカード名を指す。テレビアニメ『遊☆戯☆王ZEXAL』の主人公・九十九遊馬のエースモンスターである。
本ページでは、強化形態にあたるモンスターやその他関連するカードについても記述する。

## データ
- 英語名：Number 39: Utopia[1]
- 分類：エクシーズ・効果モンスター
- ランク：4
- 属性：光
- 種族：戦士族
- 攻撃力：2500
- 守備力：2000
- エクシーズ素材：レベル4モンスター×2
- 効果（アニメ）：このカードは「No.」と名のつくモンスター以外との戦闘では破壊されない。このカードのエクシーズ素材を1つ取り除いて発動できる。モンスター1体の攻撃を無効にする事ができる。
- 効果（OCG）：①自分または相手のモンスターの攻撃宣言時、このカードのX素材を1つ取り除いて発動できる。そのモンスターの攻撃を無効にする。②このカードがX素材の無い状態で攻撃対象に選択された場合に発動する。このカードを破壊する。

## モンスター概要
アニメ『ZEXAL』の主人公・九十九遊馬のエースモンスターであり、外観は白と黄色を基調とした戦士である。劇中における「No.」カードの1枚であると同時に、彼が初めて手に入れたNo.でもある。
エクシーズ召喚の際の台詞は「現れろNo.39！我が戦いはここより始まる。白き翼に望みを託せ！光の使者、希望皇ホープ！」。初登場から長らくエクシーズ召喚の際の召喚口上がなかったが、ラストデュエルとなる「遊馬vsアストラル」戦でようやく上記の召喚口上が披露された。
攻撃名は「ホープ剣・スラッシュ」、モンスターの攻撃を無効にする効果名は「ムーン・バリア」。なお、この「ホープ剣・スラッシュ」は、その時の状況などにってさまざまなバリエーションがある。詳しくは後述。
アニメ・漫画共にこのホープを素材とした強化形態や、関連するカードが数多く存在している。
エクシーズ召喚された直後は塔のような形状をしており、そこから「ホ〜プ！」と自身の名を咆哮しつつイラストの姿に変形する。『ZEXALII』に入ってからは、最初から変形後の姿で登場している。
イラストでは、左肩のプロテクターに自身のナンバーである「39」が書かれている。
アニメでの初登場時にはテキストがアストラル世界の文字で表記されていたが、アストラルにより通常の表記に変えられた。この時、種族がドラゴン族と誤表記されていた。
劇中ではたびたびエクシーズ召喚され、フィニッシャーとなることも多い。また、デュエル以外でも遊馬やアストラルによって使役されることがある。
「遊馬＆ナッシュvsドン・サウザンド」戦では攻撃力204000を記録しており、この数値は「無限」を除いて歴代最大攻撃力となっている。
武藤遊戯の「ブラック・マジシャン」、遊城十代の「E・HERO ネオス」、不動遊星の「スターダスト・ドラゴン」に続く『遊☆戯☆王』歴代主人公のエースモンスターであり、特に十代が使う「E・HERO ネオス」とはあらゆるステータスが同じ。また、「攻撃力が2500」「数多くの強化形態や多彩なサポートカードが存在する」の2つは相変わらず健在である。
ホープ（Hope）とは英語で「希望」の意味。そのためカード名を直訳すると「希望皇希望」になってしまう。『遊戯王』で多く見られる、「意味の同じ単語を言語を変えて重複させる」命名パターンである。このことは『ZEXAL』第41話終了後のオマケパートでも遊馬にツッコまれた。英語名でHopeの代わりにつけられている「Utopia（ユートピア）」とはイギリスの思想家トマス・モアの著書の題であり、その中で記された「現実には決して存在しない理想の社会」を意味する造語である。

## 使用者
九十九遊馬
遊馬のエースモンスター。学校一の不良・シャークこと神代凌牙との最初のデュエルの最中、邂逅したアストラルとともに現れたホープを手に入れ、以降エースとしてほとんどのデュエルで使用している。
なお遊馬は、同じ素材で他のモンスターを出したほうがよい場面であっても、エースカードである「No.39 希望皇ホープ」をエクシーズ召喚することが多い。
アストラル
話によってはアストラルがデュエルすることもあるため、遊馬のデッキを借りたアストラルが使用することもある。
特に、ラストデュエルである「vs遊馬」戦では、オリジナルのホープを含む5体の希望皇ホープ（「CNo.39 希望皇ホープレイ」・「CNo.39 希望皇ホープレイV」・「CNo.39 希望皇ホープレイ・ヴィクトリー」・「No.39 希望皇ビヨンド・ザ・ホープ」）をフィールドに揃え、遊馬を驚愕させた。
武田鉄男
アニメ第20話「漆黒のナンバーズ 闇遊馬VS鉄男」にて、No.96 ブラック・ミストに操られたアストラルと遊馬を救うため、遊馬から投げ渡された際に1度だけ使用。

## 関連カード

### アニメ登場カード
CNo.39 希望皇ホープレイ
- 英語名：Number C39: Utopia Ray
- 分類：エクシーズ・効果モンスター
- ランク：4
- 属性：光
- 種族：戦士族
- 攻撃力：2500
- 守備力：2000
- エクシーズ素材：光属性レベル4モンスター×3

自身のためでなく、遊馬とその仲間のために勝ちたいと願ったアストラルの思いによって現れた新エースモンスターで、ホープが「カオスエクシーズ・チェンジ」した姿。外観はホープに比べて黒くなっている。「遊馬vsジン」戦で初登場。
自分のライフポイントが1000ポイント以上の場合、このカードを破壊する効果と、自分フィールド上に存在する「No.39 希望皇ホープ」1体をこのカードのエクシーズ素材として、このカードはエクストラデッキから特殊召喚する事ができ、「No.39 希望皇ホープ」のエクシーズ素材もこのカードのエクシーズ素材とする事ができる効果と、このカードは「No.」と名のつくモンスター以外との戦闘では破壊されない効果と、このカードのエクシーズ素材1つを取り除いて発動し、エンドフェイズ時まで、このカードの攻撃力を500ポイントアップし、相手フィールド上のモンスター1体の攻撃力を1000ポイントダウンする効果と、4つの効果を持つ。
エクシーズ召喚の際の台詞は「現れろ、CNo.39！ 混沌を光に変える使者！ 希望皇ホープレイ！」。
攻撃名は「ホープ剣・カオススラッシュ」、攻撃力を上げる効果名は「オーバーレイ・チャージ」。なお、この「ホープ剣・カオススラッシュ」も、その時装備していたZWによって攻撃名が変わっている。#ホープレイを参照。
OCGではNo.共通耐性が消滅し、ライフポイントが1000以上でも破壊されなくなったが、効果の発動はライフポイントが1000以下に限定された。
CNo.39 希望皇ホープレイV
- 英語名：Number C39: Utopia Ray V
- 分類：エクシーズ・効果モンスター
- ランク：5
- 属性：光
- 種族：戦士族
- 攻撃力：2600
- 守備力：2000
- エクシーズ素材：レベル5モンスター×3

ZEXALIIで登場したホープの進化形態で、ホープレイと同じくホープが「カオスエクシーズ・チェンジ」した姿。外観は、マッシブなホープレイとは異なりホープをより鋭角的にしたようなシャープなデザインをしている。また、「希望皇」の名に反し、黒みの強い濃紺を基調に、深紅と銀色の配色が混じった暗黒的なカラーリングとなっている。同様にバリアンの力で変化した「CX」や「CNo.」も似たような配色が多い。アニメでは「遊馬vs真月vsギラグ」戦にて初登場。
このカードは「No.」と名のつくモンスター以外との戦闘では破壊されない効果と、このカードが「RUM－リミテッド・バリアンズ・フォース」の効果でランクアップしてエクシーズ召喚に成功した場合、以下の効果を得る。1ターンに1度、このカードのエクシーズ素材1つを取り除いて発動する事ができる。フィールド上に存在するモンスター1体を破壊し、その攻撃力分のダメージを相手ライフに与える効果と、2つの効果を持つ。
エクシーズ召喚の際の台詞は「遊馬vs真月vsギラグ」戦では「出でよ、CNo.39！ 混沌を統べる赤き覇王。悠久の戒め解き放ち嚇焉となりて闇を打ち払え！ 降臨せよ、希望皇ホープレイV！」、「遊馬＆アンナvs羽原飛夫＆海美」戦では、「混沌の力まといて勝利を目指せ！ 進化した勇姿が今ここに現れる！ 現れろ、CNo.39 希望皇ホープレイV！」とそれぞれ述べている。
攻撃名は「ホープ剣・Vの字斬り」、モンスターを破壊する効果名は「Vブレードシュート」、「Vサラマンダー」装備時の効果名は「Vサラマンダー・インフェルノ」。
OCGではNo.共通耐性が消滅しているほか、このカードが相手によって破壊された時、自分の墓地のエクシーズモンスター1体を選択してエクストラデッキに戻す効果が追加された。また、後半の破壊効果を発動するためには「希望皇ホープ」と名のついたモンスターをエクシーズ素材としている必要があるが、「リミテッド・バリアンズ・フォース」以外のRUMからランクアップしても発動できるようになった。
CNo.39 希望皇ホープレイ・ヴィクトリー
- 英語名：Number C39: Utopia Ray Victory
- 分類：エクシーズ・効果モンスター
- ランク：5
- 属性：光
- 種族：戦士族
- 攻撃力：2800
- 守備力：2500
- エクシーズ素材：レベル5モンスター×3

遊馬とアストラルがZEXALIIとなることで手に入れたホープの進化形態で、ホープが「RUM－ヌメロン・フォース」で進化した真の姿。「遊馬vsベクター」（2戦目）にて初登場。外観は、黒っぽいカラーリングだったホープレイVから一転、白をベースに赤や黄色を用いた原色要素が強調されたデザインとなっている。
このカードは「No.」と名のつくモンスター以外との戦闘では破壊されない効果と、このカードが「No.39 希望皇ホープ」をランクアップしてエクシーズ召喚に成功した場合、以下の効果を得る。このカードが戦闘を行うバトルフェイズ中、このカードのエクシーズ素材1つを取り除いて発動する事ができる。エンドフェイズ時まで、戦闘を行う相手モンスター1体の効果は無効化され、このカードの攻撃力はその相手モンスターの攻撃力分アップする。このカードが攻撃する時、相手は魔法・罠カードを発動する事ができない効果と、2つの効果を持つ。
エクシーズ召喚の際の台詞は「遊馬vsベクター」（2戦目）では、「現れろ、CNo.39！ 未来に輝く勝利をつかめ。重なる思い、つながる心が世界を変える！ 希望皇ホープレイ・ヴィクトリー！」。「遊馬vsマッハ」戦以降は、「現れろ、CNo.39！ 希望に輝く魂よ！ 森羅万象を網羅し、未来を導く力となれ！ 希望皇ホープレイ・ヴィクトリー！」。
攻撃名は「ホープ剣・ダブルビクトリースラッシュ」、攻撃力を上げる効果名は「ビクトリー・チャージ」。
OCGではNo.共通耐性が消滅しているほか、2つの効果がホープからランクアップしなくとも発動できるようになった。魔法・罠カードを封印する効果がホープをエクシーズ素材としていなくとも発動できるが、攻撃力上昇効果は攻撃を受けた時には発動できなくなっている。
「ヴィクトリー（Victory）」とは、英語で「勝利」という意味。
No.39 希望皇ホープ・ルーツ
- 英語名：Number 39: Utopia Roots
- 分類：エクシーズ・効果モンスター
- ランク：1
- 属性：光
- 種族：戦士族
- 攻撃力：500
- 守備力：100
- エクシーズ素材：レベル1モンスター×2

遊馬とアストラルが「『ランクアップ』だけを目指し続けた、我々アストラル世界に示した新たな可能性」「『ランクダウン』の象徴」と示した姿。「遊馬vsエリファス」戦にて初登場。
エクシーズ召喚の際の台詞は「現れろ、ランク1、Ｎｏ.39！希望の光…進化へと突き進む！原初の記憶を解き放て！天衣無縫の力、希望皇ホープルーツ！」。
攻撃名は「ホープ剣・ルーツ・スラッシュ」。
No.39 希望皇ビヨンド・ザ・ホープ
- 英語名：-
- 分類：エクシーズ・効果モンスター
- ランク：6
- 属性：光
- 種族：戦士族
- 攻撃力：3000
- 守備力：2500
- エクシーズ素材：レベル6モンスター×2

遊馬たちがエリファスから渡された「RUM－アストラル・フォース」によって、ホープが「ランクアップ・エクシーズ・チェンジ」した姿。「遊馬vsナッシュ」戦にて初登場。
このカードは「No.」と名のつくモンスター以外との戦闘では破壊されない効果と、このカードが自分フィールド上に存在する限り、自分フィールド上に存在するカードは相手のカードの効果を受けない効果とを得る。このカードが「No.39 希望皇ホープ」をランクアップしてエクシーズ召喚に成功した場合、以下の効果を得る。●自分のバトルフェイズの間だけ、相手フィールド上に存在するモンスターの攻撃力は0になる。●このカードのエクシーズ素材1つを取り除いて発動することができる。自分フィールド上に存在するモンスターエクシーズ1体をゲームから除外する。その後、自分の墓地から「No.39 希望皇ホープ」1体を特殊召喚し、自分はその攻撃力の半分のライフポイントを回復する（この効果はお互いのバトルフェイズ中に発動することができる）効果と、4つの効果を持つ。
エクシーズ召喚の際の台詞は、「現れろ、No.39！ 人が希望を越え、夢を抱くとき、遥かなる彼方に、新たな未来が現れる！ 限界を超え、その手につかめ！ 希望皇ビヨンド・ザ・ホープ！」。
攻撃名は「ホープ剣・ビヨンドスラッシュ」。
OCGでは、ルール上「希望皇ホープ」と名のついたモンスターとしても扱われるようになっている。お約束のNo.共通耐性が消滅し、2つの効果がホープからランクアップしなくとも発動できるようになった。前半の効果の発動タイミングが「エクシーズ召喚に成功した時」に限定されているが、弱体化は永続的になった。後半の効果はバトルフェイズ以外でも発動でき、蘇生対象がホープに限らず「希望皇ホープ」全体と一回り大きくなっている。しかしその一方で、「毒蛇神ヴェノミナーガ」顔負けの完璧とも言える効果耐性が跡形もなく消滅してしまった。
「ビヨンド（beyond)）」とは、英語で「〜の向こうへ」という意味の前置詞である。
No.99 希望皇龍ホープドラグーン
- 英語名：Number 99: Utopic Dragon
- 分類：エクシーズ・効果モンスター
- ランク：10
- 属性：光
- 種族：ドラゴン族
- 攻撃力：4000
- 守備力：2000
- エクシーズ素材：レベル10モンスター×3

アニメ版のラストデュエル「遊馬vsアストラル」戦にて登場。
エクシーズ召喚の際の台詞は「現れよNo.99！砕け散り我が魂の記憶。今、ひとつの星となりて、天命を貫く霹靂となれ！これがナンバーズの終焉にして頂点！希望皇龍ホープドラグーン！！」。
FNo.0 未来皇ホープ
- 英語名：Number F0: Utopic Future
- 分類：エクシーズ・効果モンスター
- ランク：0
- 属性：光
- 種族：戦士族
- 攻撃力：0
- 守備力：0
- エクシーズ素材：「Ｎｏ.」モンスター以外の同じランクのＸモンスター×2

アニメ版のラストデュエル「遊馬vsアストラル」戦にて登場。
エクシーズ召喚の際の台詞は「今こそ現れろ、FNo.0！ 天馬、今ここに解き放たれ、縦横無尽に未来へ走る。これが俺の、天地開闢！ 俺の未来！ かっとビングだ、俺！ 未来皇ホープ！」。
攻撃名は「ホープ剣・フューチャー・スラッシュ」。

### 漫画版登場カード
SNo.39 希望皇ホープONE
- 英語名：Number S39: Utopia Prime
- 分類：エクシーズ・効果モンスター
- ランク：4
- 属性：光
- 種族：戦士族
- 攻撃力：2501
- 守備力：2500
- エクシーズ素材：光属性レベル4モンスター×3

漫画版ZEXALの「遊馬vsシャドー」戦にて初登場。
遊馬の「人を信じる力」によってランクアップしたアストラルと遊馬の絆が、アストラルの力の一部を解放して生まれたカード。
エクシーズ召喚の際の台詞は「宇宙の秩序乱されしとき混沌を照らす一筋の希望が降臨する！見参！！SNo.39！！希望皇ホープＯＮＥ！！」。
攻撃名は「ホープ剣・シャイニング・スラッシュ」、効果名は「パンドラーズ・フォース」。
SNo.39 希望皇ホープ・ザ・ライトニング
- 英語名：-
- 分類：エクシーズ・効果モンスター
- ランク：5
- 属性：光
- 種族：戦士族
- 攻撃力：2500
- 守備力：2000
- エクシーズ素材：光属性レベル5モンスター×3

漫画版ZEXALの「遊馬vsカイト」（2戦目）にて初登場。
エクシーズ召喚の際の台詞は、「ランクアップ・エクシーズ・チェンジ！！一粒の希望よ！今、電光石火の雷となって闇から飛び立て！！現れろ、SNo.39 希望皇ホープ・ザ・ライトニング！！」。
攻撃名は「ホープ剣・ライトニング・スラッシュ」。
OCGではランク4の「希望皇ホープ」の名を持つエクシーズモンスターの上に重ねて召喚できる効果と、戦闘時にダメージステップ終了時まで相手プレイヤーのカード効果発動を封じる永続効果に加えて、希望皇ホープを素材として召喚している時限定で素材を2つ使用する事でダメージ計算時のみ攻撃力を5000にする誘発即時効果を持っている。この効果と比較的出しやすいホープの上に重ねて召喚できることから、デッキタイプを問わずエクストラデッキに投入される事が多い。
SNo.0 ホープ・ゼアル
- 英語名：-
- 分類：エクシーズ・効果モンスター
- ランク：0
- 属性：光
- 種族：戦士族
- 攻撃力：?
- 守備力：?
- エクシーズ素材：同じランクの「Ｎｏ.」Ｘモンスター×3

漫画ZEXALの「遊馬＆凌牙＆カイトvs ｅ・ラー」戦にて登場。
攻撃名は「ホープ剣・ゼアル・スラッシュ」攻撃時には「受けよ縦横無尽なる希望の力を！！ これが新たな時代の天地開闢！！ ホープ剣ゼアルスラッシュ！！！」という口上を述べている。
No.93 希望皇ホープ・カイザー
- 英語名：-
- 分類：エクシーズ・効果モンスター
- ランク：12
- 属性：光
- 種族：戦士族
- 攻撃力：2500
- 守備力：2000
- エクシーズ素材：Ｘ素材を持った同じランクの「Ｎｏ.」Ｘモンスター×2体以上

漫画版のラストデュエル「遊馬vsアストラル」戦にて登場。
エクシーズ召喚の際の台詞は「万界に散りし我が魂の祈りよ！ 今こそこの手に集いその姿を現せ！ 現れろ！ナンバーズの真の皇よ！！ No.93 希望皇ホープ・カイザー！！！」。

## バリエーション

### ホープ
- 通常：「ホープ剣・スラッシュ」
- 「遊馬vsドロワ＆ゴーシュ」戦で「ダブル・アップ・チャンス」と速攻魔法「バイテンション」の効果を受け、攻撃力が4倍になった時：「ホープ剣マーズ・スラッシュ」
- 「遊馬vsIII」戦で「ガガガリベンジ」により強化された時：「ホープ剣ツインブレード・シュート」
- 「遊馬vsゴーシュ」「遊馬vsナッシュ」戦で「ダブル・アップ・チャンス」により強化された時：「ホープ剣・W（ダブル）スラッシュ」
- 「遊馬vsカイト」（２戦目）で速攻魔法「バイ・バインド」により強化された時：「ビッグホープ剣・スラッシュ」
- 「遊馬vs風魔」戦で「バチバチバチ」の効果を受けた時：「ホープ剣・バチバチバチスラッシュ」
- 「遊馬vsアリト」（2戦目）戦で「燃える闘志」により強化された時：「ホープ剣・ダブル・フレア・スラッシュ」
- 「遊馬vsNo.96」戦で「ZW-極星神馬聖鎧」の効果で蘇生された時：「ホープ剣・ラグナカイザー・スラッシュ」
- 「遊馬＆IIIvs蝉丸」戦でこのカードを装備した「No.6 先史遺産アトランタル」の攻撃：「ホープ剣・クロス・アトランタル・スラッシュ」
- 「遊馬＆ナッシュvsドン・サウザンド」戦で罠カード「ライジング・ホープ」の効果による「No.100 ヌメロンドラゴン」・「No.73 激瀧神アビス・スプラッシュ」の効果と「ダブル・アップ・チャンス」により強化された時：「ファイナル・ホープ剣・スラッシュ」
- 「遊馬vsナッシュ」戦で装備魔法「アルティメット・ホープ剣」の効果で強化された時：「アルティメット・ホープ剣・スラッシュ」
- 「遊馬vsナッシュ」戦で「ZW-天風精霊翼」を装備した時：「ホープ剣・シルフィード・スラッシュ」
- アニメZEXALスペシャル（内村選手五輪金メダル記念特番）の「遊馬vs大樹」戦：「ホープ剣・サンダー・スラッシュ」

この他に、「遊馬＆ギラグvs小鳥＆キャッシー」戦では野球を模したデュエルだったためか剣が野球のバットに変化、その2本のバットで相手の攻撃を撃ち返し、その際の攻撃名も「ホープ剣・逆転満塁ホームラン」、という奇抜な演出が見られた。

### ホープレイ
- 通常：「ホープ剣・カオススラッシュ」
- 「ZW－一角獣皇槍」：「ユニコーン・スラッシュ」
- 「ZW－不死鳥弩弓」：「不死鳥炎舞撃」（フェニックス・フィニッシュ）
- 「ZW－雷神猛虎剣」：「ホープ剣・ライトニング・ブレード」
- 「ZW－雷神猛虎剣」＋「ZW－風神雲龍剣」：「ホープ剣・ダブル・カオススラッシュ」
- 「ZW－獣王獅子武装」：「ホープ剣・トリプル・カオススラッシュ」
- 「ZW－玄武絶対聖盾」：「ホープ剣・アルティメット・スラッシュ」
- 「ZW－荒鷲激神爪」：「ホープ剣・カオス・イーグル・スラッシュ」
- 「ZW－極星神馬聖鎧」＋「ZW－阿修羅副腕」：「ホープ剣・アシュラ・ディバイダー」